# Uwe Trommer
Uwe Trommer (* 29. März 1964 in Leipzig), auch genannt Trommex, ist ein ehemaliger deutscher Fußballspieler und Fußballtrainer.

## Spielerkarriere

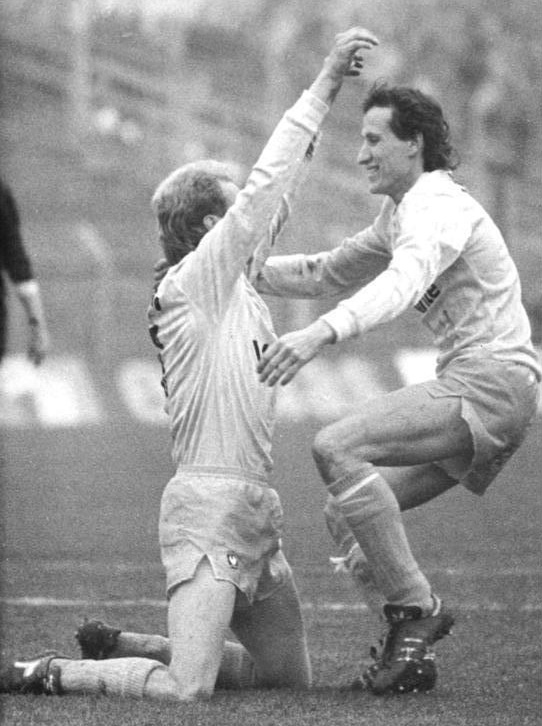

Die Karriere des Uwe Trommer begann 1982 bei Chemie Böhlen. Über die TSG Markkleeberg gelangte er 1989 zum 1. FC Lok Leipzig.
Nach der Umbenennung des Vereins 1991 in VfB Leipzig blieb er dem Verein weiterhin treu. Mit dem VfB gelang ihm 1992/93 der Aufstieg in die Fußball-Bundesliga. Dort brachte er es auf insgesamt 26 Einsätze. Bis zur Insolvenz des Vereins im Jahre 2004 blieb er beim Klub und beendete mit 40 Jahren seine aktive Karriere.

## Trainerkarriere
Bei dem neugegründeten Nachfolgeverein des VfB Leipzig, dem 1. FC Lokomotive Leipzig, wurde er nach seinem Karriereende Co-Trainer der ersten Herrenmannschaft. Nach dem Rücktritt von Trainer Seydler übernahm Uwe Trommer bis 2010 die Funktion als Trainer. Von Januar bis Juni 2012 war er Trainer der Mannschaft des FC Grimma.

## Erfolge als Spieler
- Aufstieg in die Fußball-Bundesliga 1992/93